# Campo de Fútbol de Vallecas
Campo de Fútbol de Vallecas, tidigare känd som Estadio Teresa Rivero är en arena i Madrid. Den används mest för fotboll. Fotbollsklubben Rayo Vallecano spelar sina hemmamatcher här. Arenans kapacitet är 14 708.